# Sabine Kallmann
Sabine Kallmann (geboren als Sabine Basener am 7. November 1949 in Hannover; gestorben am 12. Januar 2024 in Bremen) war eine deutsche Juristin, ehemalige Richterin und Gerichtspräsidentin. Am 1. Januar 2009 wurde sie als erste Frau an die Spitze des Landesarbeitsgerichts Bremen berufen. Sie hatte das Amt der Gerichtspräsidentin bis 2015 inne.

## Ausbildung
Sabine Kallmann studierte Rechtswissenschaften an der Georg-August-Universität Göttingen. Danach machte sie ihre Referendarsausbildung in Bremen.

## Karriere
Kallmann wurde 1977 zur Richterin ernannt und war am Arbeitsgericht Bremen tätig, das damals noch nicht mit dem Arbeitsgericht Bremerhaven zusammengelegt war. 1987 übernahm sie das Amt der Vorsitzenden Richterin am Landesarbeitsgericht Bremen. 
Im Februar 1989 folgte die Ernennung zur Vizepräsidentin des Landesarbeitsgerichts. Dieses Amt übte sie 20 Jahre lang aus. Als besonderes Engagement wurde ihr die Förderung des juristischen Nachwuchses bescheinigt.
Sabine Kallmann wurde am 13. Januar 2009 von Justizsenator Ralf Nagel (SPD) ins Amt des Präsidenten des Landesarbeitsgerichts Bremen eingeführt. Der Vorgänger in diesem Amt war Martin Bertzbach. Im April 2015 ging Kallmann in den Ruhestand. Als Nachfolger im Amt wurde Thorsten Beck am 4. Mai 2015 eingeführt.

## Engagement
Am 28. September 2003 gehörte Sabine Kallmann zu den Erstunterzeichnenden eines Einspruchs mit dem Titel Hartz IV – zukunftsfähige „Reform“ am Arbeitsmarkt oder Kapitulation vor der Massenarbeitslosigkeit? Einspruch zugunsten von Arbeit für alle zu neuen Bedingungen. Darin werden die Gesetzesentwürfe der Bundesregierung kritisiert und aufgezeigt, dass damit der Anspruch aufgegeben werde, "allen Menschen eine faire Teilhabe an Erwerbsarbeit zu ermöglichen, durch die sie ihren Lebensunterhalt eigenständig erwerben können".
Mit allen Gerichtspräsidenten, der Generalstaatsanwältin und dem JVA-Leiter wehrte sich Bremen 2011 gegen die Sparpläne der rot-grünen Regierung in der Justiz, was einen Stellenabbau von 80 Stellen bedeutet hätte.
Auch im Ruhestand engagierte sich Kallmann: Sie war Vorstands-Vorsitzende des Bremer Senior Service. Dieser Verein hilft mit ehrenamtlicher Unterstützung jungen Unternehmen zum Erfolg.

## Ämter und Mitgliedschaften
- Vorsitzende des Vorstands des Bremer Senior Service[11]
- Mitglied der Deutschen Stiftung Denkmalschutz[12]
- Mitglied des Deutschen Arbeitsgerichtsverbandes

## Privatleben
Kallmann wohnte in Bremen, war verheiratet und hatte eine Tochter.

## Publikationen (Auswahl)
- Sabine Kallmann: Urlaub im Arbeitsrecht. Deutscher Taschenbuch-Verlag, München 1991, ISBN 3-423-05267-8.
- Sabine Kallmann u. a.: Bürgerliches Recht I. In: Sebastian Herrler (Hrsg.): Münchener Vertragshandbuch. 8. Auflage. Band 5. C. H. Beck, München 2020, ISBN 978-3-406-70495-6.